# 壁爐

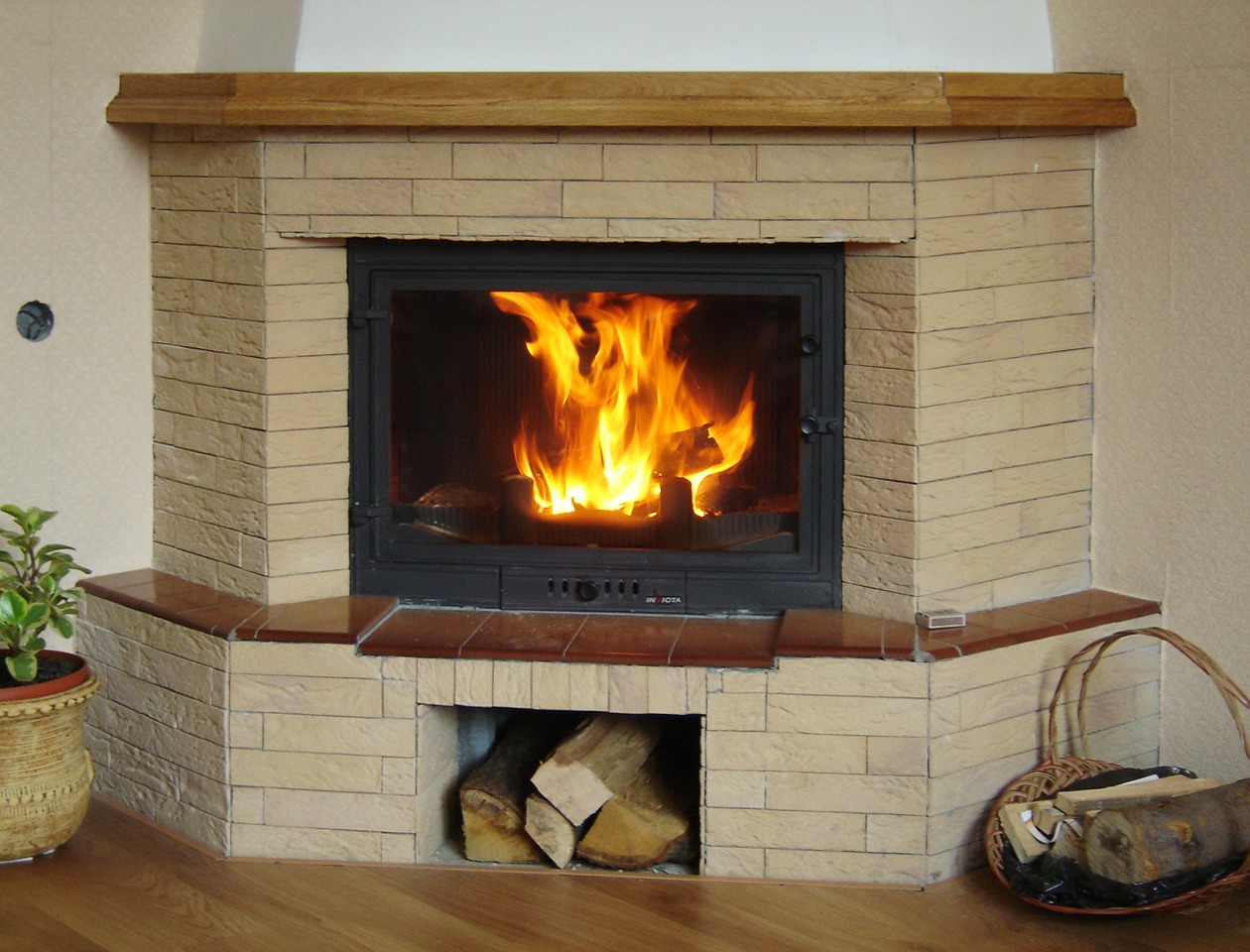
壁爐

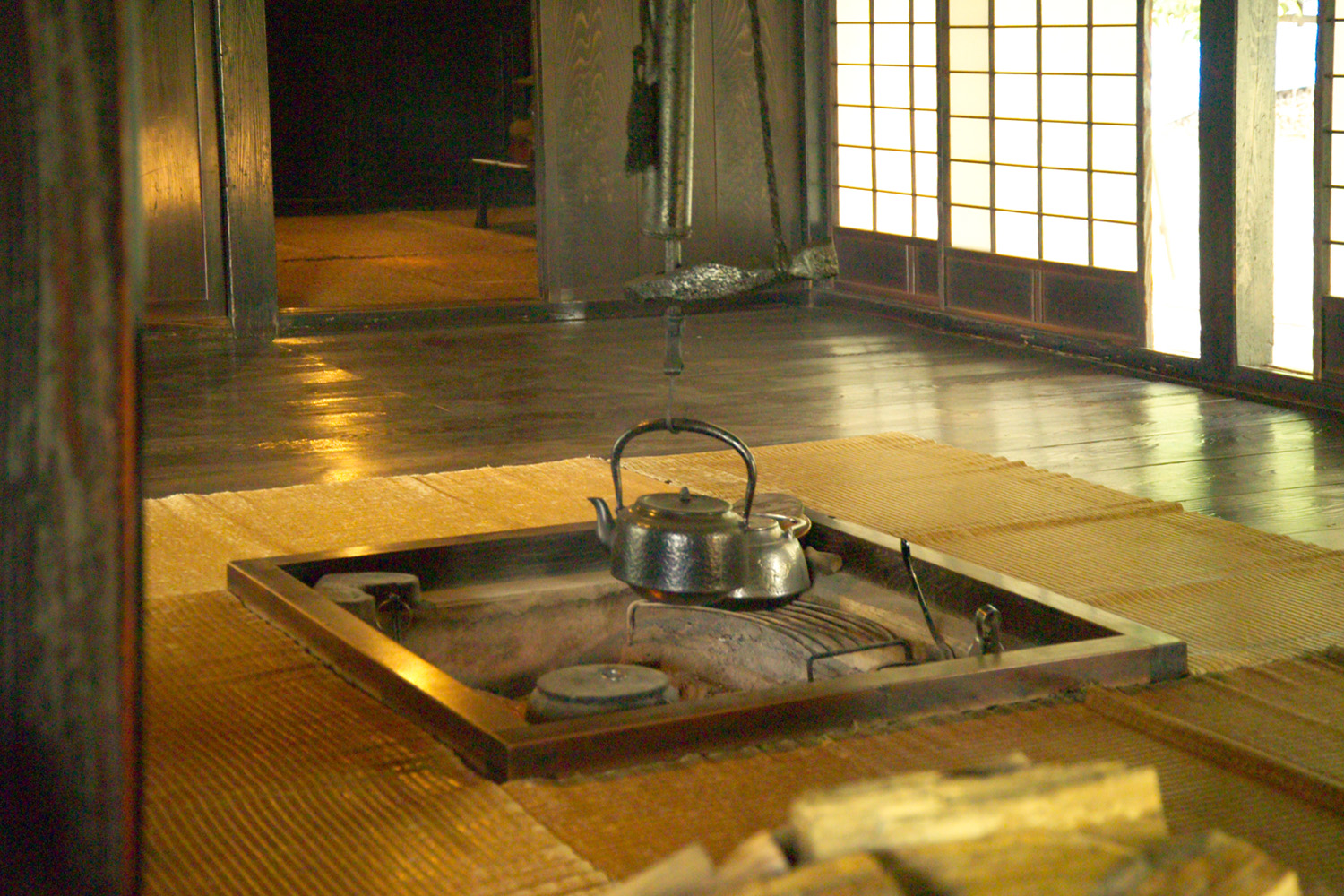
沙坑地爐

壁爐是一種建築元件，裡面有一個空間可以放置柴火，通常用於取暖，但有時也用來烹煮食物。放置柴火的地方稱為燃燒室。煙囪或其他煙道，引導燃燒產生的氣體和微粒廢氣離開建築物。雖然壁爐大多興建在室內，但是戶外壁爐可以在傍晚時取暖、戶外煮食或作為建築裝飾。
瓦斯壁爐是低耗能壁爐之一，消耗燃料很少，不污染環境。

## 使用
在氣候上較冷的地方，壁爐一直是一個家庭的主要特點，因為它給人們溫暖，而得以渡過漫長冬季。烘烤溫暖的感覺，和跳躍與閃爍的火焰，即使到了今天，依然讓人在寒冷天氣下覺得愉快。因此，全家人會聚集圍繞在壁爐前聊天。在下班後，在晚上睡覺前，這裡通常是家庭聚會的地方。利用這種習俗的一個有名的例子是在美國大蕭條時期，富蘭克林·羅斯福總統的“炉边谈话”。他利用這個時段，每周在電台演說他在國家的重要議題上的意見。
壁爐架（mantel）是內部裝飾的重點。傳統上，壁爐架給建築師/設計者提供一個在房間內建立個人特色的獨特的機會。

## 種類
在很多地方，是以煤、木材或泥炭作為燃料，但正逐漸被較乾淨且較安全的天然氣壁爐和電壁爐所取代。一些政府機關在空氣污染法中壁爐限制使用某些固態燃料。天然氣壁爐通常燃燒它們的微量燃料維持著用來喚起材火的小火焰。或者，因為加熱元件生產的上升氣流，使火焰形的紙條在空氣中垂直的飄動。最近幾年，Ventless Gel Fireplaces引起許多注意。它們是不需要煙囪和炉床的獨懸式壁爐，但是他們給任何房間增加了壁爐的氣氛且產生大量的暖氣。

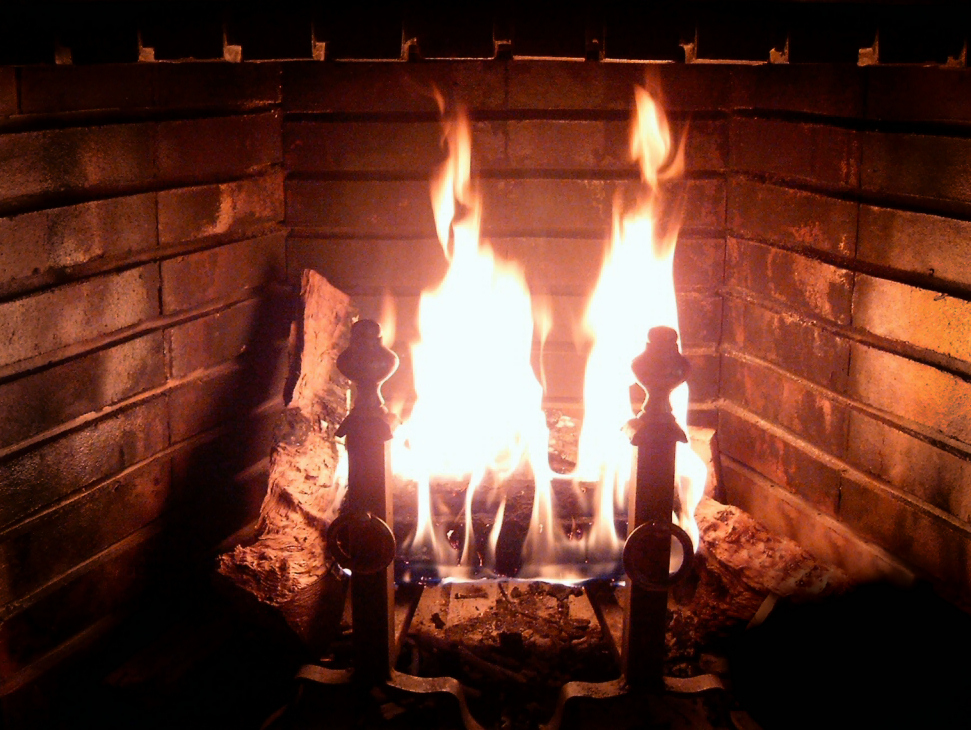
燃燒原木的燃木壁爐。在火四周的其他原木變的乾燥且溫度變高，因此將變的更容易燃燒。

現在已有許多家庭不再配置開放式壁爐，其（無效率的）取暖功能已經被中央采暖系统或暖氣取代，且它的社交功能也被家庭室取代。一些壁爐已經在煙囪的頂部或底部用混凝土板釘住封閉而不再使用。因此壁爐不再能釋出暖氣。因為低成本，使預製構件的壁爐受到歡迎，雖然只提供有限的大小和款式。磚砌或石砌壁爐相當耐用，而且可以設計適用的炉口大小、深度和飾面材質，但价格也贵出很多。 
壁爐由以下的某些或全部元件所組成：基座、爐床(hearth)、火箱 (firebox)、壁爐架、灰燼箱門(ashdump door)、煙囪吊勾(chimney crane)、清灰口(cleanout door)、爐柵(grate)或鐵欄杆、炉楣（lintel）、lintel bar、overmantel、breast、damper、吸煙室(smoke chamber)、throat、煙道(flue)、chimney chase、crown、煙囪頂帽（cap）或護罩（shroud）、火花熄灭器（spark arrestor）。
壁爐的類型包括：
- 有或無煙道磚的石造壁爐(磚砌或石砌的壁爐和煙囪)。煙道磚的作用是保護煙囪的內襯，使之不被燃燒產生的具腐蝕性物質所腐蝕。未強化的石造壁爐在地震時的抗震性不是很好。

- 強化混凝土煙囪。在1970年到1980年期間很受歡迎。但基材的瑕疵（鋼筋與混凝土的熱膨脹係數不同，使煙囪的煙道在加熱時破裂）使這種技術遭到淘汰。此外，這類的煙囪經常因為內部的鋼筋生鏽，造成表面垂直的裂縫。

- 预制壁爐，裡面有薄金屬板火箱，與內襯兩片或三片金屬板壁的煙道的木製煙囪，在煙囪頂端有管蓋(chase cover)和煙囪頂帽，以及火花熄灭器，這可以讓鳥類不會進入且攔阻火花的飛出。

- 無煙囪排放煙碳的電器壁爐。只需把插頭插進任何符合規格的AC110V或220V插座﹐不需要通風氣口﹐插上插座就可以用。施做壁爐後方的壁板時,壁板與爐身的左右邊及上方後方的距離至少保持各10公分。電器壁爐可調整溫控、亮度、作用時間，在樣式上模拟火燄，較傳統壁爐便利且多樣式。

## 歷史

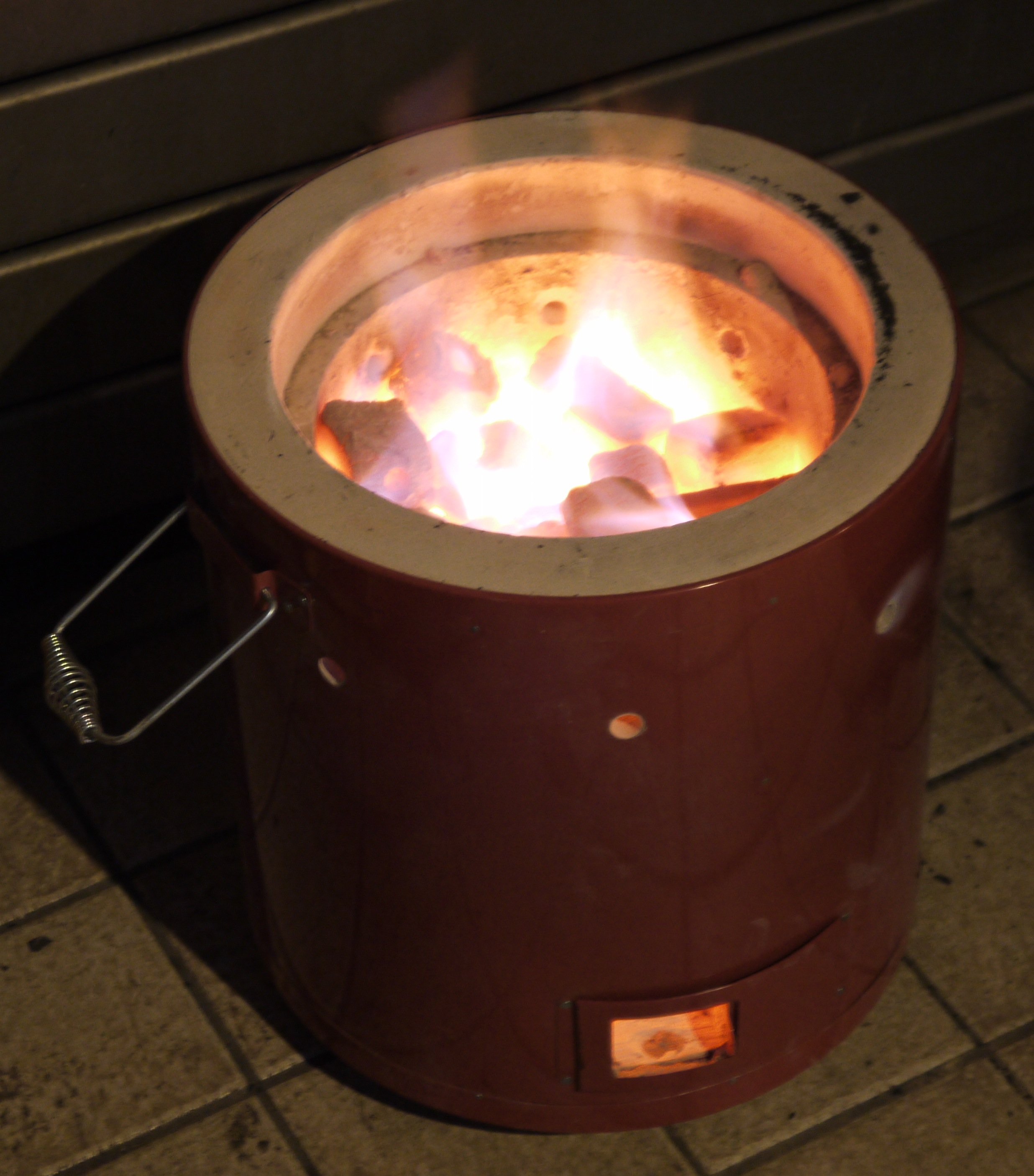
現代小暖爐

早期人們在小屋或住處的中心挖一個淺坑，在其中放置木材生火取暖。燃燒產生的煙從屋頂的洞冒出。幾千年後，隨著兩層建築的出現，人們將壁爐移到建築的外面。這時候的壁爐仍然是水平式的，因此常常將煙吹到外面，或是飄進室內。後來，利用煙囪將煙帶到住處的外面，解決了這個困擾。
在中国，早在战国之前就已在建筑中使用壁炉。2020年，考古人员在秦汉栎阳城遗址内发现了浴室设施、壁炉设施以及灶址、水井等生活遗迹，反映了战国时代的秦国后宫的生活面貌。
1578年，查理一世的侄子鲁珀特王子（即鲁普莱希特亲王）发明了改良氣流和排放系統的壁爐爐囪。在18世紀時壁爐有兩次重要的發展。本杰明·富兰克林建立一個對流室，大大的改進壁爐和燃木室(wood stoves)的效率。而且，他在火堆的下方空出一個空間(basement)吸入空氣，以造成一個由下往上的氣流，將廢氣帶到較高處。这种壁炉后来定名为“富兰克林炉”，富兰克林认为这是为公众利益服务而拒绝申请专利。在18世紀後期，Count Rumford設計出一個高且淺的燃燒室，使其有更好的排氣效果，能將廢氣往上引導且排放至屋外。Rumford的設計是現代壁爐的基礎。

## 配件
壁爐有一系列的配件。在內部的火坑（firepit），最常見的是grates、logboxes、andirons pellet baskets和fire dogs，這些都是用來撐托燃料和使燃燒更有效率。而在壁爐的外牆上則有以下用于炉火管理的壁爐工具：撥火棒（poker）、bellows風箱、火鉗、鏟、刷子和工具托架（toolstand）。
壁爐最重要的部分是背牆（fireback）。好的背牆不只保護面對著爐火的牆面，而且提高25%的爐火效率。這是因為鑄鐵盤將會反射熱能到室內，特別是早期的厚背牆就有此作用。
目前的壁爐，所有上述的配件都依然正在使用，然而，在歐洲現存的配件中仍有早在公元1450年製造的配件。

## 妙用
还有一个妙用，人们坐在壁炉旁边注视火苗的变化还可以预测天气的变化，如果火苗是苍白的，或者有很多不正常的火星或者炉灰结成块，或者突然有煤灰掉落，都预示着下雨；如果火苗嗡嗡响，或者烟道有爆裂声并带来比平常更强的风，那么预示着暴风雨将要带来；如果火苗燃烧的更为猛烈，就预示着会有霜冻。火苗成为了天气预报员，壁炉成为连接室内外的一种媒介。

## 深入閱讀
- Build a Fireplace （页面存档备份，存于）
- Chimney Safety Institute of America （页面存档备份，存于）
- National Fireplace Institute （页面存档备份，存于）
- Comprehensive guide to outdoor fireplaces